# Malika Oufkir
Malika Oufkir (em árabe: مليكة أوفقير; n. Marrakech, Marrocos, 2 de abril de 1953) foi criada como princesa. Filha do chefe do exército e da policia secreta do Marrocos, no início da década de 50 ela foi adotada pelo rei Mohammed V e, depois da morte dele, por seu filho Hassan II. Morou em palácios, recebeu uma educação refinada e se acostumou a viver com reis e artistas de cinema. Um dia, porém, quando seu verdadeiro pai Mohammed Oufkir, tentou um golpe de estado para derrubar Hassan II, essa vida de sonhos acabou. Seu pai foi assassinado e ela, a mãe e seus cinco irmãos foram levados para uma prisão em algum lugar do Saara. Durante vinte anos eles viveram em condições desumanas, submetidos a toda sorte se humilhações, até conseguirem escapar. 

## Publicações
Malika publicou um relato de sua vida na prisão, intitulado Eu, Malika Oufkir, Prisioneira do rei, com a autora tunisiana Michèle Fitoussi. O livro foi escrito em francês, intitulado "La Prisonniere". Este relato foi mais tarde traduzido para o Inglês.